# Frecuencia cardíaca fetal
La frecuencia cardíaca fetal o fetocardia de feto humano son los latidos del corazón en un minuto. El corazón fetal aparece a la semana 6 y ya se puede detectar su latido mediante una ecografía Doppler gestacional a partir de la décima semana. Se puede escuchar de dos maneras: la primera con la corneta de Pinard a partir de la vigésima semana de gestación y la segunda con un doppler obstétrico. El foco máximo de auscultación se encuentra hacia la cabeza y el dorso fetal. La frecuencia cardíaca fetal basal oscila entre 120 y 160 latidos por minuto; se habla de taquicardia fetal cuando ésta pasa de 160 y de bradicardia fetal cuando la frecuencia está por debajo de 120 latidos por minuto; estos cambios se relacionan con el estado anímico materno, la alimentación, la hipoxia fetal, los medicamentos.